# Piłka Siatkowa AZS UWM 2019-2020
Questa voce raccoglie le informazioni riguardanti il Piłka Siatkowa AZS UWM nelle competizioni ufficiali della stagione 2019-2020.

## Organigramma societario
Area direttiva
- Presidente: Tomasz Jankowski

Area tecnica
- Allenatore: Paolo Montagnani (fino al 23 gennaio 2020), Daniel Castellani (dal 29 gennaio 2020)
- Allenatore in seconda: Marcin Mierzejewski

## Rosa
| N° | Nome              | Ruolo | Data di nascita   | Nazionalità sportiva |
| -- | ----------------- | ----- | ----------------- | -------------------- |
| 1  | Tomasz Kowalski   | P     | 12 giugno 1991    | Polonia              |
| 2  | Jan Hadrava       | O     | 3 giugno 1991     | Rep. Ceca            |
| 3  | Michał Żurek      | L     | 3 giugno 1988     | Polonia              |
| 6  | Robbert Andringa  | S     | 28 aprile 1990    | Paesi Bassi          |
| 9  | Paweł Pietraszko  | C     | 5 ottobre 1990    | Polonia              |
| 10 | Remigiusz Kapica  | O     | 28 settembre 2000 | Polonia              |
| 12 | Paweł Woicki      | P     | 19 giugno 1983    | Polonia              |
| 14 | Michał Kozłowski  | C     | 14 aprile 2001    | Polonia              |
| 15 | Mateusz Mika      | S     | 21 gennaio 1991   | Polonia              |
| 16 | Mateusz Poręba    | C     | 24 agosto 1999    | Polonia              |
| 17 | Jakub Zabłocki    | L     | 10 aprile 1995    | Polonia              |
| 18 | Dawid Sokołowski  | S     | 6 ottobre 2000    | Polonia              |
| 21 | Wojciech Żaliński | S     | 8 gennaio 1988    | Polonia              |
| 66 | Mohammad Mousavi  | C     | 22 agosto 1987    | Iran                 |